# St. Anthony (Minnesota)
St. Anthony è una città degli Stati Uniti d'America, situata in Minnesota, nella Contea di Hennepin e in parte nella Contea di Ramsey.